# Lactoferrin
Lactoferrin (genauer: Lactotransferrin, aus lateinisch lacteus ‚Milch‘ und lat. ferrum ‚Eisen‘ und lat. transferre ‚hinübertragen‘) ist ein in Säugetieren vorkommendes Protein mit multifunktionalen Enzymaktivitäten.

## Evolution
Lactoferrin gehört zur Proteinfamilie der Transferrine. Transferrine kommen nicht nur bei Säugetieren vor, homologe Gene finden sich auch bei anderen Wirbeltieren und Wirbellosen.

## Eigenschaften und Vorkommen
Lactoferrin besitzt sowohl antivirale als auch antimikrobielle Eigenschaften. Es fungiert einerseits als Peptidase (Spaltung von Peptiden), weshalb es der Gruppe der Serinproteasen zugeordnet wird, aber auch als eisen-bindendes Protein – ähnlich dem Transferrin – und zeigt zusätzlich Desoxyribonuklease- und Ribonuklease-Aktivitäten, womit es den Nukleasen (EC 3.1.21.1) zugerechnet wird. Außerdem ist es ein starker Inhibitor für Tryptase.
Lactoferrin ist in vielen Körperflüssigkeiten der Säugetiere, in deren Milch, Tränen, Speichel, Schweiß, Vaginalsekret, Seminalplasma, Nasen- und Bronchialsekret sowie anderen Sekreten zu finden. Außerdem ist es in weißen Blutkörperchen lokalisiert.
Schon kleine Mengen entfalten enorme biologische Aktivität. Ein Liter Kuhmilch enthält 0,1 g Lactoferrin. Es ist nur zu einem geringen Teil mit Eisen gesättigt und kann mehr als das Fünffache seiner ursprünglichen Eisenladung binden.
Außerdem beeinflusst es die Zellteilung und stimuliert das Zellwachstum. Es entfaltet auch immunologische Wirkungen, indem es das Wachstum von Lymphozyten fördert.

### Antibakterielle Schutzfunktion
Vom Organismus wird Lactoferrin eingesetzt, um Bakterien das lebensnotwendige Eisen zu entziehen. Da Bakterien essentiell auf Eisen angewiesen sind, wirkt die Eisenverarmung antibakteriell. Als Protease ist Lactoferrin in der Lage, mehrere für die Besiedlung wichtige Proteine des Krankheitserregers Haemophilus influenzae zu zerstören. Insbesondere die in der menschlichen Muttermilch vorkommende Konzentration an Lactoferrin kann die bei Kleinkindern oft auftretenden Atemwegsinfektionen mit diesem Keim verhindern. Außerdem beeinträchtigt es in Shigella und pathogenen Escherichia coli das Typ III-Sekretionssystem. Von Leukozyten freigesetzt, ist es so auch Teil des Immunsystems.

### Virale Interaktionen
Infektionen mit HTLV-1 über Muttermilch oder Seminalplasma werden durch Lactoferrin begünstigt. Auf der anderen Seite kann das Protein die Replikation des HIV-1 verhindern.

## Verwendung
Mehrere Untersuchungen zu Beginn des 21. Jahrhunderts zeigen bemerkenswerte Ergebnisse bei der Behandlung chronischer Parodontitis.
Wegen seines breiten Wirkspektrums ist die pharmazeutische Industrie an diesem Protein interessiert. Industriell wird es aus Milch und Molke isoliert. Es wird in Baby- und Sportlernahrung, sowie in Kosmetika, Kaugummis und Functional Foods eingesetzt.
Wie eine Studie des Journal of the American Medical Association aus dem Jahr 2009 zeigte, kann die Gabe von Lactoferrin an Neugeborene mit  Untergewicht (< 1500 g Geburtsgewicht) das Auftreten einer Sepsis sowie die Sepsis-assoziierte Mortalität signifikant und klinisch relevant senken.